# Kraftwerk (альбом)

## Список композицій
Автор музики і слів Ральф Гюттер та Флоріан Шнайдер. 
| Сторона A | Сторона A      | Сторона A  |
| #         | Назва          | Тривалість |
| --------- | -------------- | ---------- |
| 1.        | «Ruckzuck»     | 7:47       |
| 2.        | «Stratovarius» | 12:10      |

| Сторона B | Сторона B         | Сторона B  |
| #         | Назва             | Тривалість |
| --------- | ----------------- | ---------- |
| 1.        | «Megaherz»        | 9:30       |
| 2.        | «Vom Himmel Hoch» | 10:12      |